# Некрасов, Владислав Сергеевич
Владислав Сергеевич Некрасов — советский хозяйственный, государственный и политический деятель. Член КПСС. Лауреат Государственной премии СССР (1984).

## Биография
Родился в 1926 году в Терновском (ныне село Труновское Труновского района Ставропольского края).
С января 1944 года по 1950 год служил в Советской армии, был участником Великой Отечественной войны. С 1948 года — на хозяйственной, общественной и политической работе. Работал техником, инструктором по переустройству оросительных сетей, инженером, начальником отдела краевого управления водного хозяйства в городе Ставрополе. В 1961 году окончил Новочеркасский инженерно-мелиоративный институт.
В 1961—1980-х гг. — инструктор, заместитель заведующего сельскохозяйственным отделом Ставропольского крайкома КПСС, начальник управления «Главставропольстрой», начальник объединения «Ставропольводстрой». С 1980 года — в аппарате крайисполкома, с 1982 года — первый заместитель председателя исполнительного комитета Ставропольского краевого совета народных депутатов.
Депутат Ставропольского крайсовета. Член крайкома. Делегат XXIV съезда КПСС.
За организацию зоны высокоэффективного сельскохозяйственного производства на базе Большого Ставропольского канала был в составе коллектива удостоен Государственной премии СССР в области техники 1984 года.
Скончался в 1995 году на 69-м году жизни. Похоронен в Ставрополе.
Постановлением губернатора Ставропольского края от 29 марта 2002 года за большой вклад в экономическое, социальное и культурное развитие Ставрополья удостоен звания «Почётный гражданин Ставропольского края» (посмертно).